# دهستان حاجی‌بختیار
دهستان حاجی‌بختیار، یکی از دهستان‌های بخش مرکزی شهرستان چوار در استان ایلام ایران است.

## جمعیت
جمعیت دهستان حاجی‌بختیار براساس سرشماری عمومی نفوس و مسکن در سال ۱۳۹۵ برابر با ۱،۳۴۳ نفر بوده‌است.

## نسب
مردم این دهستان از ایل ارکوازی می باشند